# Stephen Greenblatt
Stephen Greenblatt, född 7 november 1943 i Boston, är en amerikansk litteraturvetare, professor först vid University of California, Berkeley, och sedan 1997 vid Harvard University.
Greenblatt har grundat New historicism, av honom själv beskriven som en "kulturpoetik", som är en skola inom litteraturtolkningen som innebär att tolka fenomen utifrån den historiska kontext som frambringat den, detta till skillnad från de dominerande textbaserade tolkningsteorierna, som semiotik och narratologi. Greenblatt räknas som en av samtidens främsta experter på William Shakespeare och renässanslitteraturen.